# アンク
アンク（エジプト語ラテン翻字: Ankh）は、古代エジプトで使用された「生命」あるいは「生きること」を意味する言葉で、それを表わすヒエログリフを象ったものは護符（お守り）や装飾の図柄として良く使われている。エジプト十字（エジプトじゅうじ）とも呼ばれる。
|       |
| \| \| |
|       |
| anx   |

| anx |

|       |
| \| \| |
|       |
| anx   |

| anx |

## 概要
アンクの力を信じる者は一度だけ生き返ることができると信じられている。
アンクは、現世（此岸）と来世（彼岸）の間にある「境界」を無事に超えるための、通行証である。（「境界」を超えて、来世に渡ることができれば「復活」できる。）
もともと「 Ankh 」という古代エジプト語自体が生命を意味しており（ツタンカーメンの項目の語源解説を参照のこと）、生命的宗教的象徴とされる。
ヒエログリフにおいては Ankh や Anx 音を表す文字としても用いられており、ツタンカーメンも Tut-ankh-amen の ankh の部分にこの文字が用いられている。上に図示された図像のカルトゥーシュに囲まれた内側の部分が、 Ankh である。
ラテン十字の上部がループ状の楕円となった形状をしており、サンダルの紐を模ったものとも言われる（早稲田大学古代エジプト謂査隊「この文字の形は、サンダルの鼻緒の結び目を表わしており、これがアンクという音を持っていたことから、同じアンクという音の生命の意味も示すようになった」）。
現在のエジプトではエジプトの象徴であるとも言われている。

## 記号の符号位置
| 記号 | Unicode | JIS X 0213 | 文字参照         | 名称 |
| ---- | ------- | ---------- | ---------------- | ---- |
| ☥    | U+2625  | -          | &#x2625; &#9765; | Ankh |